# كروماتوغرافيا نفاذية الهلام

كروماتوغرافيا نفاذية الهلام (Gel permeation chromatography (GPC) also known as size exclusion chromatography SEC) هي طريقة تحليل كروماتوغرافي والتي يتم فيها فصل الجزيئات بناء على حجمها. وتستخدم هذه الطريقة بتوسع في في تحليل الأوزان الجزيئية للبوليمر ات (أو الكتلة المولية). والمصطلح GPC أستخدم في بداية تحليل البوليمرات حيث تم استخدام أعمدة زجاجية مملوءة بالهلام لعمل GPC. وفي الوقت الحالي يتم استخدام طرق أحدث تتضمن استخدام السوائل بضغط عالي وبطريقة آلية في عمليات التفريق اللوني. وعلى ذلك فإن GPC يعتبر مصطلح قديم بينما SEC هو المصطلح الأدق لتعيين الأوزان الجزيئية.
وفي SEC يتم استخدام عامود (إسطوانة حديدية بقطر 10 مللى متر وبطول يصل 500 إلى 1000) محشوة بمادة مسامية (غالبا سيليكا أو بولى إستيرين متشابك) ويتم إجبار مذيب على المرور خلال العامود (بمعدل 1 مللى لكل دقيقة وبضغط من 50 إلى 200 بار). ويتم إذابة عينة في نفس المذيب الذي يتم ضخه خلال العامود ويتم دفع العينة المذابة في المذيب في تيار المذيب المدفوع خلال العامود. ويتم تحديد تركيز العينة الموجودة في نهاية العامود. وبداخل العامود، تفصل الجزيئات طبقا لحجمها الهيدروديناميكي (الحجم الذي تشغله الجزيئات في المحاليل المخففة). وبالنسبة للبوليمرات فإن هذا يمكن أن يتغير بشضدة طبقا لنوع المذيب ودرجة الحرارة. وبدراسة خواص البوليمر في مذيب معين وبمعايرة العامود ببوليمر معرفوزنه الجزيئي, فإنه من الممكن معرفة الوزن الجزيئي لعينة من البوليمر منسبة إلى العينة القياسية التي تم معايرة العامود بها. وباستخدام هذه البيانات يمكن حساب عدد متوسط الوزن الجزيئي، وزن متوسط الوزن الجزيئي، التشتت المتعدد, وأيضا ترتيب الأوزان الجزيئية العالية بمدى دقة مقبول.
بداخل العامود، يتم فصل الجزيئات بمدى استعدادها لمليء مسام المادة التي تم مليؤ العامود بها. وعند مليء الأعمدة فإنه يراعى ملئها بحبات مسامية لها حجم مسامي معين، حتى تكون دقيقة في فصل الجزيئات التي تساوى حجم المسام. وعند انسياب جزيء خلال العامود، فإنه يمر بعدد من هذه الحبيبات المسامية. وعندما يكون حجم أحد هذه المسام مساوي لحجم الجزيء فإنه يسحب لمليء المسام عن طريق قوى الانتشار. وتبقى لفترة ثم تتحرك مرة أخرى. ولو أن حجم الجزيء لا يساوى المسام فإنه يتبع إتجاه سريان المذيب. ولهذا السبب، فإنه في عامود GPC, الجزيئات التي لها حجم كبير ستصل أخر العامود قبل الجزيئات ذات الحجم الصغير. والمدى المؤثر للعامود يتم تحديده بحجم مسام المادة التي يتم مليء العامود بها. الجزيئات التي لا يطابق حجمها أيا من المسام الموجودة في العامود تصل معا لأخر العامود بغض النظر عن حجمها. وبالمثل، الجزيئات التي يمكن أن تمليء كل المسام في المادة الموجودة بالعامود ستصل معا.
ومن المهم تذكر أن المقياس الوحيد في SEC هو حجم الجزيئات (الحجم الهيدروديناميكي), وحتى هذه القياسات بها نسبة خطأ معينة. التفاعلات بين المذيب والمادة المالئة و/أو العينة ستؤثر على القياسات كما ستؤثر أيضا على التركيز نظرا للتفاعل بين العينة وبعضها. حساب الوزن الجزيئي من هذا الحجم الجزيئي يتسبب في حدوث أخطاء أكثر في النظام. SEC أداة فعالة لتعيين الوزن الجزيئي للبزليمرات، ولكن يجب أن يتم معايرة العامود والأجهزة بدقة شديدة حتى يمكن الوثوق في النتائج.